# Референдум у Сан-Марино (2013)
20 жовтня 2013 року в Сан-Марино відбулися два референдуми. Виборців запитали, чи схвалюють вони заходи щодо прив'язки підвищення зарплат до інфляції та чи має країна подавати заявку на вступ до Європейського Союзу. Хоча обидві пропозиції мали більшість голосів «за», жодна не досягла кворуму 32 % зареєстрованих виборців «за» (10 657 виборців), унаслідок чого обидві пропозиції були відхилені.

## Передумови
Питання на референдумі щодо заробітної плати було організовано Демократичною конфедерацією робітників Сан-Марино, і було запропоновано переоцінити зарплати 1 січня за тією ж швидкістю, що й офіційний показник інфляції уряду.

## Результати
| Членство в Європейському Союзі         | 6 732  | 50,28 | 6 657 | 49,72 | 1 059 | 14 448 | 33 303 | 43,38 % | Відхилено через брак голосів «за». |
| Підвищення зарплати                    | 10 025 | 73,12 | 3 685 | 26,88 | 712   | 14 422 | 33 303 | 43,31 % | Відхилено через брак голосів «за». |
| Джерело: Міністерство внутрішніх справ |        |       |       |       |       |        |        |         |                                    |